# Predsednik vlade Saudove Arabije
Predsednik vlade Saudove Arabije (arabsko رئيس وزراء المملكة العربية السعودية) je predsednik Sveta ministrov in uradni vodja vlade Kraljevine Saudove Arabije. Od vladavine kralja Faisala mesto predsednika vlade zaseda kralj.

## Zgodovina
Funkcija je bil skupaj s Svetom ministrov ustanovljena 9. oktobra 1953 z odlokom kralja Sauda. Zaradi nemirov v kraljevi družini zaradi njegove vladavine je bil Saud prisiljen imenovati svojega polbrata, prestolonaslednika Faisala, za premierja. Nenehni boj za oblast med njima je privedel do Faisalovega odstopa leta 1960, kar je Saudu omogočilo, da je ponovno prevzel vlado, vendar se je zaradi nadaljnjega nezadovoljstva Faisal leta 1962 vrnil na mesto premierja. Po odstavitvi Sauda leta 1964 ga je Faisal nasledil kot kralj in ostal predsednik vlade. Od takrat sta bili ti dve funkciji združeni. Toda od vladavine kralja Khalida so drugi opravili velik del "težkega dela", saj kralj bodisi ni hotel ali ni mogel nositi delovne obremenitve, zlasti ker je kraljestvo v devetdesetih in dvajsetih letih postalo gerontokracija. Kraljevski ljubljenci so dosegli moč in postali de facto premierji. Trenutni je kraljev sin Mohammad, ki je očetov glavni pomočnik.

## Seznamde factopredsednikov vlad Saudove Arabije
- Kralj Saud: 9. oktober 1953 – 16. avgust 1954 (prvič) [2]
- Prestolonaslednik Faisal : 16. avgust 1954 – 21. december 1960 (prvič)
- Kralj Saud: 21. december 1960 – 31. oktober 1962 (drugič)
- Prestolonaslednik Faisal 31. oktober 1962 – 2. november 1964 (drugič)

Od časa državnega udara sta kraljevanje in premierstvo eno in isto.
- Kralj Faisal: 2. november 1964 – 25. marec 1975 (tretjič)
- Kralj Khalid : 29. marec 1975 – 13. junij 1982
- Kralj Fahd : 13. junij 1982 – 1. avgust 2005
- Kralj Abdulah : 1. avgust 2005 – 23. januar 2015
- Kralj Salman : 23. januar 2015 – danes

- Prestolonaslednik Fahd: 1975–1982; podpredsednik vlade in glavni svetovalec kralja Khalida.
- Prestolonaslednik Abdulah: 21. februar 1996–1. avgust 2005; regent za kralja Fahda.
- Mohammed bin Abdullah Al-Nuweisir, vodja kraljevega dvora in vodja osebja regenta/kralja Abdullaha 1996(?)–2005
- Khaled al-Tuwaijri: vodja osebja/zasebni tajnik in siva eminenca kralja Abdullaha z nazivom predsednika kraljevega dvora; 9. oktober 2005–23. januar 2015
- princ Mohammed bin Salman, vodja kraljevega dvora, predsednik Sveta za gospodarske in razvojne zadeve ter minister za obrambo pod kraljem Salmanom; 23. januar 2015–danes